# موریس متیوز
موریس متیوز (انگلیسی: Maurice Matthews; ۲۱ ژوئن ۱۸۸۹ – ۲۰ ژوئن ۱۹۵۷) تیرانداز اهل بریتانیا بود.
وی در مسابقات کشوری و بین‌المللی در مجموع برندهٔ ۱ مدال طلا، ۱ مدال نقره شده‌است.